# 武蔵野線の姉妹
『武蔵野線の姉妹』（むさしのせんのしまい）は、ユキヲの漫画作品。ウェブコミック配信サイト『FlexComixブラッド』で2007年12月14日より連載開始後、2008年6月10日公開の第6話より同誌から派生して創刊した『FlexComixネクスト』への移籍を経て2012年10月以降は再度、ジー・モード『COMIC メテオ』へ移籍し不定期で同作者の「邪神ちゃんドロップキック」と並行連載されていたが、2020年5月9日に最終話を追加した『武蔵野線の姉妹 完全版』が上下巻同時で発売され、本書の後書きにて完結した事が発表された。

## ストーリー
埼玉県某市、武蔵野線の沿線に建つ高級マンションでセレブ生活を満喫しているラン・パンドラ姉妹。2人とも定職には就かずニートとして気ままに暮らしている。ある日、ランのメイド喫茶に対する偏見に反感を持ったパンドラは、ランを秋葉原のメイド喫茶へ連れていくことにする。
その後、パンドラはメイド喫茶「姫武者」の店員として働くようになるが、ニート生活に満足し切っているランは妹がリア充していく様子に戸惑いと反発を覚え始める。

## 登場人物
一部の設定は単行本第1巻150 - 152ページを出典とする。

### 緑川姉妹
「声」は音声付コミック「+Voice」での担当声優。
緑川 蘭子（みどりかわ らんこ） / ラン
声 - 後藤麻衣
姉・24歳。6月6日生まれ。身長150cm。ゴスロリファッションをこよなく愛し、マネーゲームで得た資産で深夜はオンラインゲームのチャットに興じる悠々自適のニート生活を送っている。小柄で幼児体型だが、年齢相応に見られる容姿らしい。食生活も不規則で深夜にカレーを食べたり寝起きにラーメンを食べるなど脂っこい食べ物を好む。大学（実写映画版によると埼玉セントラル学園大学（架空））を首席で卒業し一流商社に内定していたが、それを蹴ってニート生活に突入。ネット・ゲーム浸りは年々ひどくなり、最近では自分の身の回りのこともパンドラがいないと何もできない。妹が自分より先に結婚することは裏切りとみなし許さない。普段は小心者だが、非常時に頼りになるタイプで他のメンバーに降り掛かるトラブルを解決している。
同作者による漫画『およしになって!蘭丸さん』の主人公である緑川蘭丸とは名前が一文字違いであるが、関連性は不明。
緑川 ひかる（みどりかわ ひかる） / パンドラ
声 - 前田玲奈
妹・20歳。9月10日生まれ。巨乳。身長162cm。ボーイズラブ漫画を愛読。外出時は姉と同じゴスロリを着るが、室内ではジャージを着用。姉の資産でニート生活を送りつつ格差社会について真剣に悩んでいる。ランに対して通常は敬語を使っているが、必要とあれば強烈なボディーブローを放つことも辞さない。そのためランもパンドラの口調が本気になると極度に警戒する。緑川姉妹にとって働くことは七つの大罪のひとつであるが、メイド喫茶めぐりで同じ年頃の子が働いているのを目にし、自らも働き始めることを決意し、メイド喫茶「姫武者」のウェイトレスになった。姉と違い受験や就職には失敗している。その為か両親からランよりも心配されていた。
次第に毒舌キャラ化が進んでいる。

### メイド喫茶「姫武者」の関係者
英 由良（はなぶさ ゆら）
12月24日生まれの19歳。身長152cm。名古屋出身で現在は都内在住。世のオタク達に対していかに自分を可愛く見せるかの研究と実践を兼ねてブログを営んでおり、ネットアイドルとして絶大な人気を誇っていたが後に「姫武者」で働き始め、たちまち看板ウェイトレスとなった。重度の猫かぶりでランとソリが合わずたびたび大喧嘩をしていたが、両親のいない施設出身と判明してからは比較的仲良くしている。だが、ランと仲良くなってから大人しくなり、上記のキャラが薄くなってしまう。
宗方 仁（むなかた ひとし）
「姫武者」の店長。 5月5日生まれの27歳・既婚の礼儀正しい好青年。身長172cm。センスが微妙でダサいTシャツを着ていることが多い。ランの良き理解者。作中後期に「姫武者」をメイドカフェから普通のカフェへと新装開店させる。
宗方 しずる（むなかた しずる）
店長の妻で「姫武者」開店時からのウェイトレス。2月10日生まれの22歳。身長159cm。店の常連客にはしずるが店長の妻であることは周知の事実で「人妻メイド」として一定の人気を集めている。秋田出身。
子供の頃は幻夢戦記レダのファンだったらしい。
藤堂 隆博（とうどう りゅうはく）
関西大手メイドカフェの元主任。8月9日生まれの25歳。イケメンで仕事面では優秀で頼りにされているのだが、性格面で女性に敬遠されるタイプである。前の職場での経験から「姫武者」では比較的にまともに振舞っている。愛川のるいに対するストーカー行為を止めさせる為に彼の彼氏の振りをしてからるいの事が気になっている。
同作者の『邪神ちゃんドロップキック』に「姫武者」主催の大食い大会の司会として彼らしき人物が登場している。
音羽 るい（おとわ るい）
由良の弟。17歳。男の娘。養子に行ったので、由良と名字が違う。登場当初は学校をズル休みし、化粧品等を買い漁って姉に金を無心するダメ人間だったが、ランに言い包められて「姫武者」で働き始め、労働と金銭の大切さを知って改心する。作中終盤ではランから勉強を教わるまでに成長している。男性なのは客では千葉と尾崎の常連2人しか知らない。
竜崎 華姫（りゅうざき はなび）
本業は漫画家でBL漫画を主に描いている。1月7日生まれの26歳。地味な外見だが、美人でスタイルが良い。メイドカフェからカフェになった「姫武者」で働く様になる。

### その他
千葉、尾崎、桂、愛川の4人は同作者の『邪神ちゃんドロップキック』および同作品のアニメ版にも登場しており、「声」はアニメ版の声優を表す。
愛川 翔（あいかわ かける）
るいの元ストーカー。24歳。ランの父親の取引先の息子であり、ランと見合いする。特撮ファン。馬鹿だが、心優しいイケメン。
見合い後もラン達と関わる予定だったが、再登場せずに終わる。その後、『邪神ちゃんドロップキック』にて「天使のえる」のライブにモブとして登場している。
作者
原作者。主に巻末漫画でやる気のない姿を見せているが、たまに本編に乱入する時はアクティブ。
千葉 茂、尾崎 比呂
声 - 落合福嗣（千葉）、福間竣兵（尾崎）
「姫武者」の常連オタク。2人とも10月13日生まれで大学生。どんな時も2人でいる。ランの事を「姐さん」と呼んで慕っている。自分の好きな事にお金を惜しまないオタクの鑑（作者談）。
桂 大五郎（かつら だいごろう）
声 - 鈴木崚汰
千葉と尾崎の友人であるオタク。イラストSNSでの絵師の評価を生き甲斐としている。自分の主観を絶対としているタイプであり、それから外れた物を扱き下ろしている傲慢な性格の持ち主。その性格から千葉と尾崎から内心で厄介者として扱われている。
本作での登場は一回のみだったが、同作者の『邪神ちゃんドロップキック』では出番が増やされている。
清少納言、紫式部
地球人のアブダクションを企む宇宙人。日本が好きで和名を名乗り、日本語が得意（日本語以外喋れない）。非常に弱い。蕎麦が好物。

## 映画
実写映画化されることが2010年8月にフレックスコミックス公式サイト内で発表された。2012年11月17日公開。

### スタッフ
- 監督・脚本・編集：山本淳一
- 製作：嶋田豪、平井清隆、小泉貴裕、安部秀鵬
- 企画：福原聴
- エグゼクティブプロデューサー：星野晴美、玉盛篤史
- プロデューサー：関顕嗣、芳賀正光
- ラインプロデューサー：宮下昇
- 撮影：早坂伸（J.S.C.）
- 照明：福長弘章
- 録音・SE・MA：吉方淳二
- 音楽：AOI
- 助監督：櫻井信太郎
- 製作担当：松川のりすけ
- 主題歌：松澤由美「セレブニート」（ETB RIGHTS）
- 制作協力：アドウェイズ・ピクチャーズ
- 製作：「武蔵野線の姉妹」製作委員会（アイエス・フィールド、フレックスコミックス、インサイトアクセス、ディメンションブルー、あっ!とおどろく放送局、Mousa、アドウェイズ・ピクチャーズ）
- 制作・配給：アイエス・フィールド

### 出演
- 緑川蘭子（ラン）：加藤夏希
- 緑川ひかる（パンドラ）：仲谷明香（AKB48）
- 英由良：中田ちさと（AKB48）
- 宗方仁：日和佑貴
- 宗方しずる：小松彩夏
- 藤堂隆博：唐橋充
- 河野凛：東亜優
- 警官：氏神一番
- にゃんぷ様：長州小力
- メイド：鈴原知花
- 千葉茂：岩見よしまさ（飛石連休）
- 尾崎比呂：藤井ペイジ（飛石連休）
- ナンシー：勝信
- ケン：浜尾京介
- モンテスキュー社長：小沢仁志

## 単行本
- 武蔵野線の姉妹（フレックスコミックス）

1. 2009年7月25日初版発行 ISBN 978-4-7973-5545-1
2. 2010年4月10日初版発行 ISBN 978-4-7973-5917-6
3. 2010年11月20日初版発行 ISBN 978-4-7973-6238-1
4. 2011年7月12日初版発行 ISBN 978-4-7973-6587-0
5. 2012年5月20日初版発行 ISBN 978-4-593-85690-9

- 武蔵野線の姉妹 完全版（メテオCOMICS）

1. 2020年5月9日初版発行 ISBN 978-4-8667-5107-8
2. 2020年5月9日初版発行 ISBN 978-4-8667-5108-5